# Rodrigo Vargas
Rodrigo Alejandro Vargas (ur. 20 października 1978 w Melbourne) – australijski piłkarz pochodzenia chilijskiego występujący na pozycji obrońcy. Zawodnik klubu Melbourne Victory.

## Kariera klubowa
Vargas seniorską karierę rozpoczął w 1996 roku w amatorskim zespole Springvale City. W 1997 roku przeszedł do Port Melbourne Sharks z Victorian Premier League. Grał tam do 1999 roku. Wówczas odszedł do Melbourne Knights z National Soccer League. Spędził tam 5 lat, a w 2004 roku, po rozwiązaniu NSL, trafił do Green Gully z Victorian Premier League. Grał tam przez 2 lata.
W 2006 roku Vargas podpisał kontrakt z Melbourne Victory z A-League. Zadebiutował tam 25 sierpnia 2006 roku w wygranym 2:0 pojedynku z Adelaide United. W 2007 roku zdobył z zespołem mistrzostwo A-League. 7 września tego samego roku w zremisowanym 1:1 spotkaniu z Adelaide United strzelił pierwszego gola w A-League. W 2009 roku ponownie wywalczył z zespołem mistrzostwo A-League, a w 2010 roku został wicemistrzem A-League.

## Kariera reprezentacyjna
W reprezentacji Australii Vargas zadebiutował 28 stycznia 2009 roku w zremisowanym 0:0 meczu eliminacji Pucharu Azji 2011 z Indonezją.